# 魯迅公園

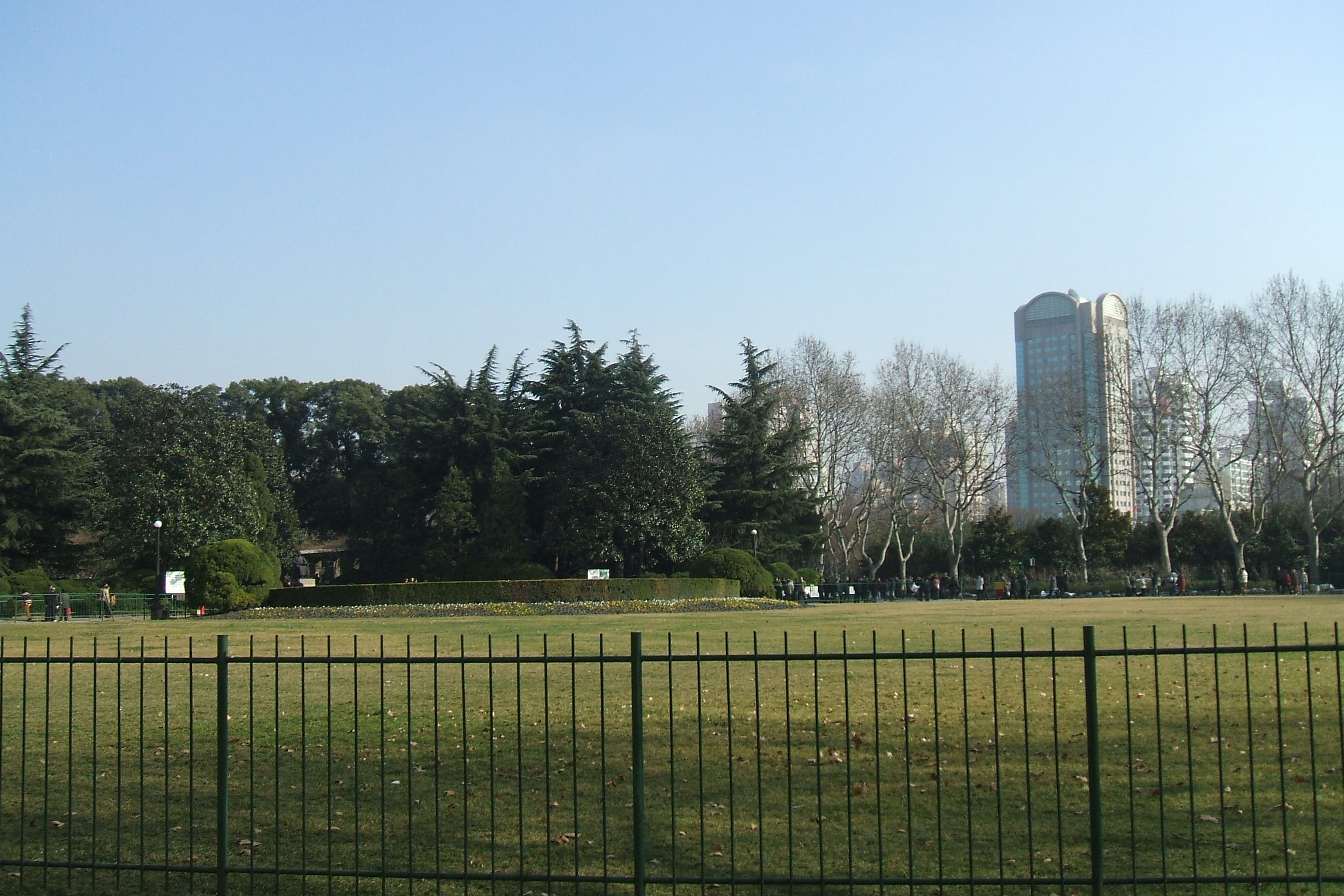
魯迅公園中央の芝生広場

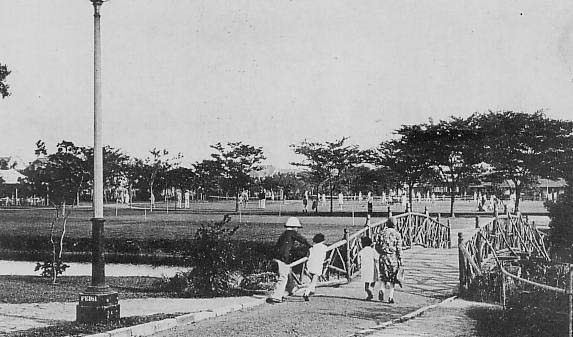
戦前の虹口公園

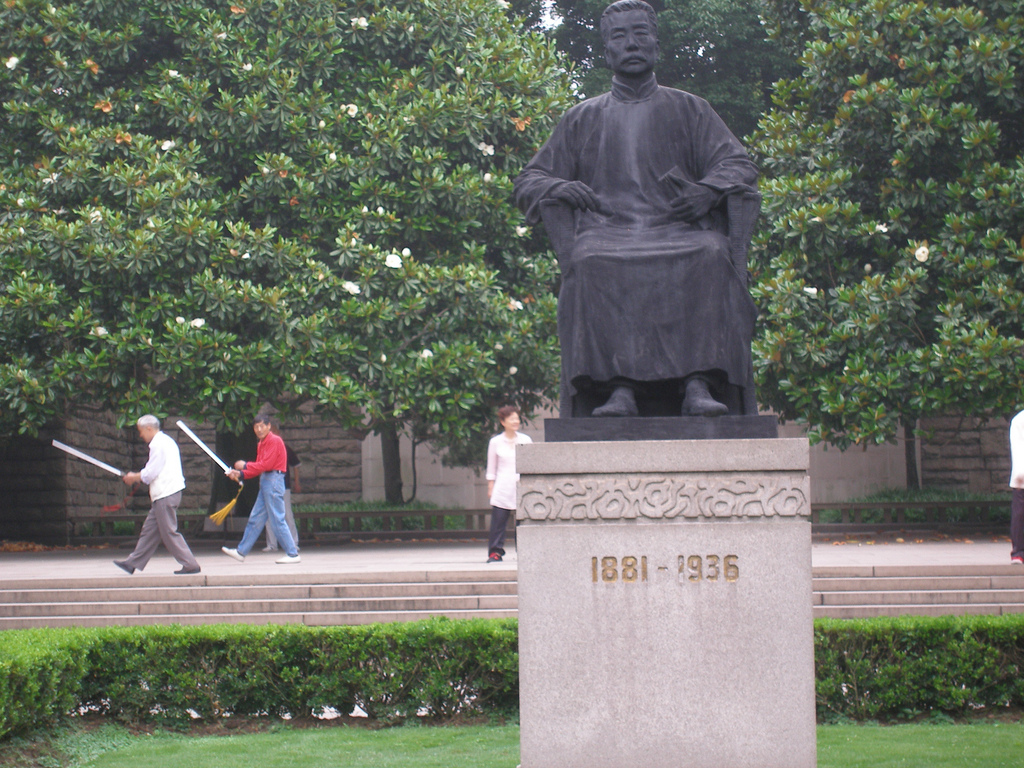
鲁迅塑像

魯迅公園（ろじんこうえん、ルーシュンコンユエン、簡体字中国語: 鲁迅公园、拼音: Lǔ Xùn Gōngyuán）は、中華人民共和国上海市虹口区東江湾道146番地にある大型都市公園である。小説家の魯迅にちなんだもので、日本では魯迅墓と記念館があることで有名である。また公園内は上海虹口足球場などの球技場が設置されている。

## 概略
魯迅公園はかつては虹口公園と呼ばれており、清朝時代の1896年に上海共同租界工部局（市役所に相当）が租界の外にあった農地を取得して造営された。当時の虹口区には日本人居留者が多く、日本租界とも呼ばれていた。小説家の魯迅や、その友人で古書店主でもある内山完造もこの付近に居住していた。
当初公園は「虹口娯楽場」と呼ばれ、イギリス人園芸家によって設計されたため西洋式庭園であり賭博場が設置されていた。1922年に「虹口公園」と改称された。
この公園では1932年には日本人要人が多数殺傷した上海天長節爆弾事件が発生した。1937年に日華事変で上海に侵攻した日本軍によって公園内の建物は破壊された。1942年には完全に日本軍の軍事用地として接収された。
日本が敗北し撤退した1945年に、蔣介石にちなんで「中正公園」に改称されたが、1950年に旧称に復した。
現在は市民の憩いの場となっており、特に早朝は社交ダンスや太極拳の練習で賑わう。

## 魯迅と虹口公園
1927年に魯迅が広州から上海へ移住した時に生活していたのは虹口公園傍の大陸新村であり、生前公園を散策していた。そのため、1936年の魯迅の死直後は万国公墓に埋葬されていた彼の棺は、1956年に本虹口公園内に改葬されている。また公園内に魯迅紀念館や魯迅記念亭が作られた。1988年に現在の魯迅公園へ改称された。
なお現在の公園であるが、開設から1世紀以上が経過し樹木が大きく成長しているが、長年に渡る改造のため初期の英国式の庭園の面影は僅かに残るのみで、中国庭園風の色彩が強くなっている。

## 公園内の主な施設
- 上海虹口足球場　（サッカーの上海申花のホームスタジアム）
- 魯迅墓
- 魯迅紀念館
- 中日友好広場
- 梅亭 （尹奉吉の資料館）

## アクセス
- 地下鉄3号線および地下鉄8号線虹口足球場駅下車徒歩10分